# Mariví González
María Victoria „Mariví” González Laguillo (ur. 27 lutego 1961 w mieście Meksyk) – hiszpańska hokeistka na trawie, złota medalistka olimpijska z Barcelony.
Brała udział także w Letnich Igrzyskach Olimpijskich w 1996 w Atlancie, Hiszpanki zajęły tam ósme miejsce.